# Afterlee
Afterlee är en by i delstaten New South Wales i Australien. Folkmängden uppgick till 407 år 2006.